# Michelle Enyeart
Michelle Enyeart (* 26. Juli 1988 in Eugene, Oregon) ist eine ehemalige US-amerikanische Fußballspielerin. Sie stand zuletzt in der Spielzeit 2010 bei den Boston Breakers in der NWSL unter Vertrag.

## Karriere

### Vereine
In Eugene geboren und in Hemet aufgewachsen, spielte Enyeart in ihrer Jugend zunächst bis ins Jahr 2005 für den in Laguna Hills im Orange County ansässigen Laguna Hills Eclipse Soccer Club Vereinsfußball. Mit dem Abschluss ihrer Schulzeit an der Hemet High School in East Hemet im Jahr 2005, begab sie sich an die University of Portland im Bundesstaat Oregon für ein Studium im Hauptfach Soziologie. Für die Pilots, das Sport-Team der Bildungseinrichtung, kam sie von 2006 bis 2008 in 58 Meisterschaftsspielen der West Coast Conference innerhalb der NCAA Division I zum Einsatz, in denen sie 35 Tore erzielte. Mit Studienende im Jahr 2009, in dem sie aufgrund eines erlittenen Kreuzbandrisses und eines Oberschenkelknochenbruches kein Spiel für die Pilots bestreiten konnte, wurde sie am 15. Januar 2010 von den Los Angeles Sol unter Vertrag genommen; zu einem Punktspiel in der WPS sollte es nicht kommen, da der Verein am 28. Januar 2010 aufgelöst wurde. In der darauf erfolgten Verteilungsauswahl fand sie in den Boston Breakers ihren neuen Verein. Aufgrund ihres vorliegenden Verletzungsschadens wurde sie nicht in den eigentlichen Kader aufgenommen; ihre Rechte bleiben jedoch beim Verein.

### Nationalmannschaft
Nachdem Enyeart den Nachwuchsnationalmannschaften des USSF der Altersklassen U16 und U19 angehört hatte, spielte sie zuletzt für die US-amerikanische U20-Nationalmannschaft. 
Mit ihr nahm sie am Fußballturnier im Rahmen der Panamerikanischen Spiele 2007 in Rio de Janeiro teil. Sie wurden in allen vier Spielen der Gruppe B sowie in den beiden Spielen der Finalrunde eingesetzt. Im erreichten Finale am 26. Juli war sie mit ihrer Mannschaft der U20-Nationalmannschaft Brasiliens mit 0:5 unterlegen.
Vom 5. bis zum 12. März 2008 nahm sie mit der Mannschaft bei der Turnierpremiere um den Zypern-Cup teil. Sie bestritt am 5. und 10. März die beiden Spiele der Gruppe A, die mit 2:1 und 2:0 gegen die A-Nationalmannschaften Schottlands und der Niederlande gewonnen wurden, in denen ihr jeweils ein Tor gelang. Die Spiele gegen die U-20-Mannschaft der USA werden von der FIFA nicht als offizielle Länderspiele gezählt.
Sie nahm mit ihrer Mannschaft ferner an der vom 17. bis 28. Juni 2008 in Puebla (Mexiko) ausgetragenen CONCACAF-U-20-Meisterschaft, zugleich Qualifikationsturnier für die U20-Weltmeisterschaft 2008 in der CONCACAF-Region, teil. In ihren Einsätzen erzielte sie sechs Tore, wie auch ihre Mitspielerin Kelley O’Hara, mit der sie gemeinsam zur Torschützenkönigin avancierte. Das erreichte Finale wurde mit 0:1 gegen die Nationalmannschaft Kanadas verloren.
Mit ihr nahm sie u. a. an der vom 20. November bis zum 7. Dezember 2008 in Chile ausgetragenen und altersbezogenen Weltmeisterschaft teil. Sie wurde in allen drei Spielen der Gruppe B (als Ein- und Auswechselspielerin und einmal über 90 Minuten) sowie im Viertel- und Halbfinale berücksichtigt. Mit dem 1:0-Halbfinalsieg über die U20-Nationalmannschaft Deutschlands zog sie mit ihrer Mannschaft ins Finale ein. Die in Santiago de Chile gegen die U20-Nationalmannschaft Nordkoreas ausgetragene Begegnung wurde mit 2:1 gewonnen.

## Erfolge
- U20-Weltmeister 2008
- CONCACAF U20-Finalist 2008
- Silbermedaille Panamerikanische Spiele 2007